# Chikita Violenta
Chikita Violenta est un groupe de rock indépendant mexicain, originaire de Mexico. Les membres incluent Luis Arce, Andrés Velasco, Esteban Suárez, et Armando David. Ils sont connaissent tous depuis l'école entre 1994 et 1997. Depuis, le groupe, Chikita Violenta tentera de recréer un style musical proche du college rock, qui peut être lié à des groupes comme Pavement, Sonic Youth, Built to Spill et Tortoise.

## Biographie
En 2003, le groupe auto-produit son premier album, Chikita Violenta. Deux ans plus tad, il est contacté par le producteur de renom Dave Newfeld, qui a travaillé avec d'importants groupes indépendants comme Apostle of Hustle, Broken Social Scene, Super Furry Animals et Los Campesinos! Leur deuxième album, The Stars and Suns Sessions, s'inspire du studio homonyme de Newfeld à Toronto. Avec cet album, Chikita Violenta part en tournée à Mexico et dans diverses villes de la côte ouest américaine. Le groupe joue aussi pendant deux années d'affilée au festival SXSW.
Le clip de leur single Laydown est cité dans la liste « À voir » établie par Spin en août 2008, pour son usage « mignon » des films des années 1970, notamment. À la fin de 2009 et début de 2010, le groupe s'associe de nouveau avec Newfeld et enregistre un troisième album, TRE3S. L'album est enregistré en trois voyages au Canada, et fait participer Loel Campbell de Wintersleep, Tony Nesbitt-Larking de The Most Serene Republic et Lisa Lobsinger de Broken Social Scene. 
À l'été 2010, Chikita Violenta ouvrit en soutien à Built to Spill et Ra Ra Riot pendant leurs tournées dans 23 villes. Le groupe signe avec le label basé à Toronto Arts and Crafts pour la sortie de futurs albums,,, et est sélectionné Editor's Choice par le New Haven Register.
TRE3S est publié en début de 2011, et accueilli d'une manière mitigée. Spin lui attribue une note de 7 sur 10. Scott Fallon du Bergen County Record le considère « le meilleur album de 2011 ».

## Discographie

### Albums studio
- 2005 : Chikita Violenta
- 2007 : The Stars and Suns Sessions
- 2010 : TRE3S

### Singles
- 2005 : Turnaround
- 2006 : Laydown
- 2007 : War
- 2010 : Tired
- 2010 : Roni
- 2010 : All I Need's a Little More
- 2013 : Colapsomanía
- 2013 : Implosión F
- 2014 : Fáciles